# Karin Heberlein
Karin Heberlein (geboren in Basel) ist eine Schweizer Regisseurin und Drehbuchautorin.

## Leben
Heberlein studierte Schauspiel an der Central School of Speech and Drama in London. Nach ersten Erfahrungen als Schauspielerin sowie als Theaterautorin und -regisseurin war sie 2012/13 Stipendiatin an der 24. Drehbuchwerkstatt der Hochschule für Fernsehen und Film München. Seither arbeitet sie als Drehbuchautorin und entwickelt Filme und Serienkonzepte in Deutschland und der Schweiz.
2019 drehte Heberlein ihren ersten Langspielfilm «Sami, Joe und ich». Der Film handelt von der Freundschaft und Solidarität dreier junger Frauen in einem Aussenquartier von Zürich. Der Film gewann 2020 am Zurich Film Festival sowohl den Publikumspreis sowie den ökumenischen Filmpreis.

## Filmografie (Auswahl)
- 2011: Linus trifft Marius und die Jagdkapelle (Kurzfilm)[6]
- 2012: Spring (Kurzfilm, Dok)
- 2015: Lenard, Monti und die Musik (Kurzfilm)[7]
- 2017: The Barrel (Kurzfilm, Dok)
- 2020: Ich bin Ted Scapa (Kurzfilm, Dok)[8]
- 2020: Sami, Joe und ich (Kinofilm)[9][10]
- 2023: Tatort: Seilschaft
- 2023: Tatort: Blinder Fleck
- 2023: Einfach Nina (Fernsehfilm)
- 2024: Die schönste Bescherung (Fernsehfilm)